# Vicente Padín
Vicente Antonio Padín del Valle (Valparaíso, 1815-28 de abril de 1868) fue un médico, académico y político chileno que ejerció como decano de la Facultad de Medicina de la Universidad de Chile entre 1863 y 1865, y como diputado por Rancagua entre 1864 hasta su muerte.

## Biografía
Nació en Valparaíso en 1815. Realizó sus estudios de medicina como parte de la segunda generación del curso de ciencias médicas del Instituto Nacional, y recibió su título en 1846. Fue cirujano militar y en 1847 reemplazó a Francisco Lafargue en las cátedras de anatomía, fisiología e higiene de la Facultad de Medicina de la Universidad de Chile. En 1851 fue nombrado profesor titular por la muerte de Lafargue, y desde 1860 ocupó las cátedras de medicina legal y fisiología. Padín basaba sus clases de fisiología en un compendio propio basado en una obra del francés Jean Louis Brachet. Fue decano de la facultad entre 1863 y 1865, período en el cual creó la primera Escuela de Flebotomía, antecesora de la Escuela Dental. En 1867 fundó El médico práctico, la primera revista médica del país.
Fue electo como diputado propietario por Rancagua para el período 1864-1867, y nuevamente elegido en 1867. Integró la comisión de educación y beneficencia, y dejó un proyecto para la creación de un internado en los hospitales de Santiago. Falleció el 28 de abril de 1868.